# Dumbbell Flexion Extension

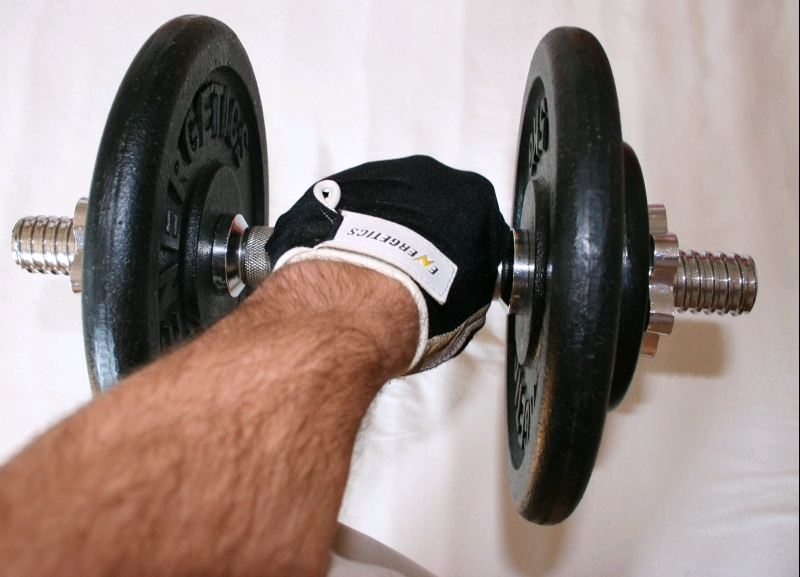
Juiste grip.

De Dumbbell flexion extension is een oefening voor de onderarmen en wordt vooral door bodybuilders gebruikt, maar kan voor alle vormen van (kracht)sport gebruikt worden. Franco Columbu, een voormalig chiropractor, bokser en een vroeger succesvolle bodybuilder, gebruikte deze oefening veel in zijn trainingen. Vergeleken bij een oefening als bankdrukken (oftewel "bench press", de meest bekende krachtoefening), is de Engelstalige Dumbbell flexion extension veel minder bekend onder sporters. (de meeste oefeningen met gewichten worden in de Engelse taal omschreven en ook bijna wereldwijd gebruikt)

## Uitvoering
Men neemt twee dumbbells, bij voorkeur korte halters met een vast gewicht en terwijl men rechtop staat houdt men de dumbbells langszij, met de armen licht gebogen. Men begint de dumbbells langzaam te draaien naar binnen en naar buiten en voert het tempo op, waarbij de onderarmspieren gerekt en versterkt worden. Door deze draaiende beweging worden delen van de onderarm aangesproken die bij vele andere oefeningen niet of onvoldoende aan bod komen. Het is de bedoeling een niet al te hoog gewicht te nemen (zeker niet in het begin) en de oefening ongeveer 1 minuut vol te houden. Per 1 of 2 maanden kan men het gewicht met 1 of 2 kg verhogen totdat men een goed passend gewicht heeft gevonden. Het is niet de bedoeling deze oefening met enorme gewichten uit te gaan voeren. Naast deze oefening kan men de onderarmen extra trainen met wrist curls en wrist extensions, waarbij de onderarmen binnenhands of buitenhands gestrekt worden, leunende op een bank of tafel, met een (lichte) barbell in de hand.
De ontwikkeling van de onderarmen is erg belangrijk bij sporten als boksen, turnen en bodybuilding.